# Clorur de benzalconi
El clorur de benzalconi és un desinfectant, tensioactiu, bactericida i inhibidor de l'activitat viral, mescla de clorurs d’alquilbenzildimetilamoni.
És utilitzat com sinitzant i desinfectant sense considerar la seva propietat fungicida, específicament sobre els gèneres Trichophyton, Epidermophyton i Candida, igual que altres compostos d'amoni quaternari, com a clorur d'alquildimetilbenzilamoni i clorur de didecildimetilamoni.

## Mecanisme d'execució
La seva acció s'ha atribuït a la inactivació dels enzims productors d'energia, desnaturalització de les proteïnes cel·lulars essencials i la ruptura de la membrana cel·lular. És aquí on radica la seva importància.

## Toxicologia
El clorur de benzalconi és corrosiu i tòxic segons la fitxa MSDS de referència BE0155 conforme a la directiva 2001/58/CE, així com d'una gran toxicitat en ambients aquàtics. Però no presenta toxicitat en les cremes humectants per a pell.

## Principals usos
- Algicida per a piscines.
- Desinfectant per a verdures (usant un percentatge de Clorur de benzalconi).
- Component principal del desinfectant per a sòls.
- Com a fungicida i antibacterià en alguns productes Benzal®.
- Antisèptic en higiene dental diluït en baixa concentració.[1]
- Additiu en alguns col·liris.
- Additiu en l'alcohol etílic per al seu ús com a antisèptic per evitar que s'ingereixi (vegeu Desnaturalització (aliments)).
- Com a desinfectant en mocadors d'un sol ús.
- Com a antisèptic cutani, en venda sota el nom de "merthiolate" i distribuït per Bayer de Mèxic.